# Тюльпан змієлистий
Тюльпа́н змієли́стий (Tulipa ophiophylla) — багаторічна рослина родини лілійних. Ендемік Північного Причорномор'я, занесений до Червоної книги України у статусі «Вразливий». Декоративна культура.

## Опис
Трав'яниста рослина 12-35 см заввишки, геофіт, ефемероїд. Цибулини з темно-бурими оболонками, з кільцем густих щетинок навколо денця. Стебла нерідко вигнуті вгорі. Листки вузьколінійноланцетні, сріблясто-зелені. Вони складені уздовж в кільця або напівкільця, спрямовані вигнуто вгору, часто дугасто зігнуті назовні. Саме такій кільчасто-звивистій формі листків завдячує ця рослина своєю видовою назвою. Квітки поодинокі, жовті, 17-35 мм завдовжки. Зовнішні листочки оцвітини найширші в середині, за шириною майже такі ж, як і внутрішні. Плід — коробочка до 20 мм завдовжки.

## Екологія та поширення
Рослина світлолюбна, посухостійка. Зростає у справжніх та петрофітних (кам'янистих) степах, на відслоненнях вапняку, крейди, пісковиків, сланців, мергелю. Віддає перевагу щебенистим та глинистим ґрунтам, може траплятися на солонцях, на Білосарайській косі зафіксовані місця зростання на піщано-ракушняковому субстраті.
Цвітіння відбувається у квітні-травні, плодоносить у червні. Розмножується насінням та вегетативно (цибулинами).
Ареал охоплює східну частину Північного Причорномор'я та Приазов'я, а саме: Донецьку, Луганську, частково Запорізьку і Херсонську області України, а також пониззя річки Дон.

## Значення і статус виду
Популяції цього виду невеликі за площею, але досить щільні (2-30 особин на 1 м²) і численні. Відтворення як насіннєве, так і вегетативне задовільне, але навіть така плодючість не здатна компенсувати великий антропогенний тиск. Тюльпан змієлистий потерпає від зміни середовища, витоптування, випасання худоби, нищівного збирання квітів для букетів.
В Україні ця рослина охороняється в Луганському і Українському степовому заповідниках, Зуївському регіональному ландшафтному парку, заказнику Бесташ, культивується в Донецькому і Національному ботанічному саду імені Миколи Гришка. Для подальшого збільшення чисельності рекомендується створити нові ботанічні заказники. Збереження цього виду має велике значення для науки ще й тому, що більша частина ареалу знаходиться саме в межах України, отже рослина є вузьким ендеміком.
Хоча за розміром квіток тюльпан змієлистий поступається культурним сортам, він придатний для вирощування в квітниках, є цінним матеріалом для гібридизації з іншими видами.

## Систематика
Українські ботаніки вважають тюльпан змієлистий спорідненим з Tulipa biebersteiniana Schult. & Schult.f., а європейські систематики взагалі розглядають його як синонім цього виду. В межах таксона описані два підвиди:
- Tulipa ophiophylla subsp. bestashica Klokov & Zoz — тюльпан змієлистий бестаський;
- Tulipa ophiophylla subsp. graniticola Klokov & Zoz — тюльпан змієлистий гранітний — синонім Tulipa ophiophylla subsp. bestashica[4];
- Tulipa ophiophylla subsp. donetica Klokov & Zoz — тюльпан змієлистий донецький.